# Navia serrulata
Navia serrulata är en gräsväxtart som beskrevs av Lyman Bradford Smith. Navia serrulata ingår i släktet Navia och familjen Bromeliaceae. Inga underarter finns listade i Catalogue of Life.